# Tajskie Centra Handlowe
Tajskie Centra Handlowe (Thai Trade Centers), sieć placówek promocji handlu Departamentu Promocji Handlu (Department of Export Promotion - DEP) Ministerstwa Handlu Tajlandii. Sieć placówek obejmuje 5 placówek krajowych oraz 61 zagranicznych.

## Schemat organizacyjny
- Centrum Międzynarodowej Informacji Handlowej (International Trade Information Center),
- Centrum Międzynarodowej Edukacji Handlowej (International Trade Training Center).
- Centrum Rozwoju Produktów (Product Development Center).

## Thai Trade Center Warsaw
Centrum Tajskiego Handlu w Warszawie odpowiedzialne jest też za promocję handlu tego kraju w Estonii, Łotwie i na Litwie.
Wcześniej centrum mieściło się przy ul. Migdałowej 4 (1996-2001), następnie przy ul. Wilczej 66-68 (2001), ul. Emilii Plater 53 (2011-2013), obecnie przy ul. Grzybowskiej 12-14 (2013-).

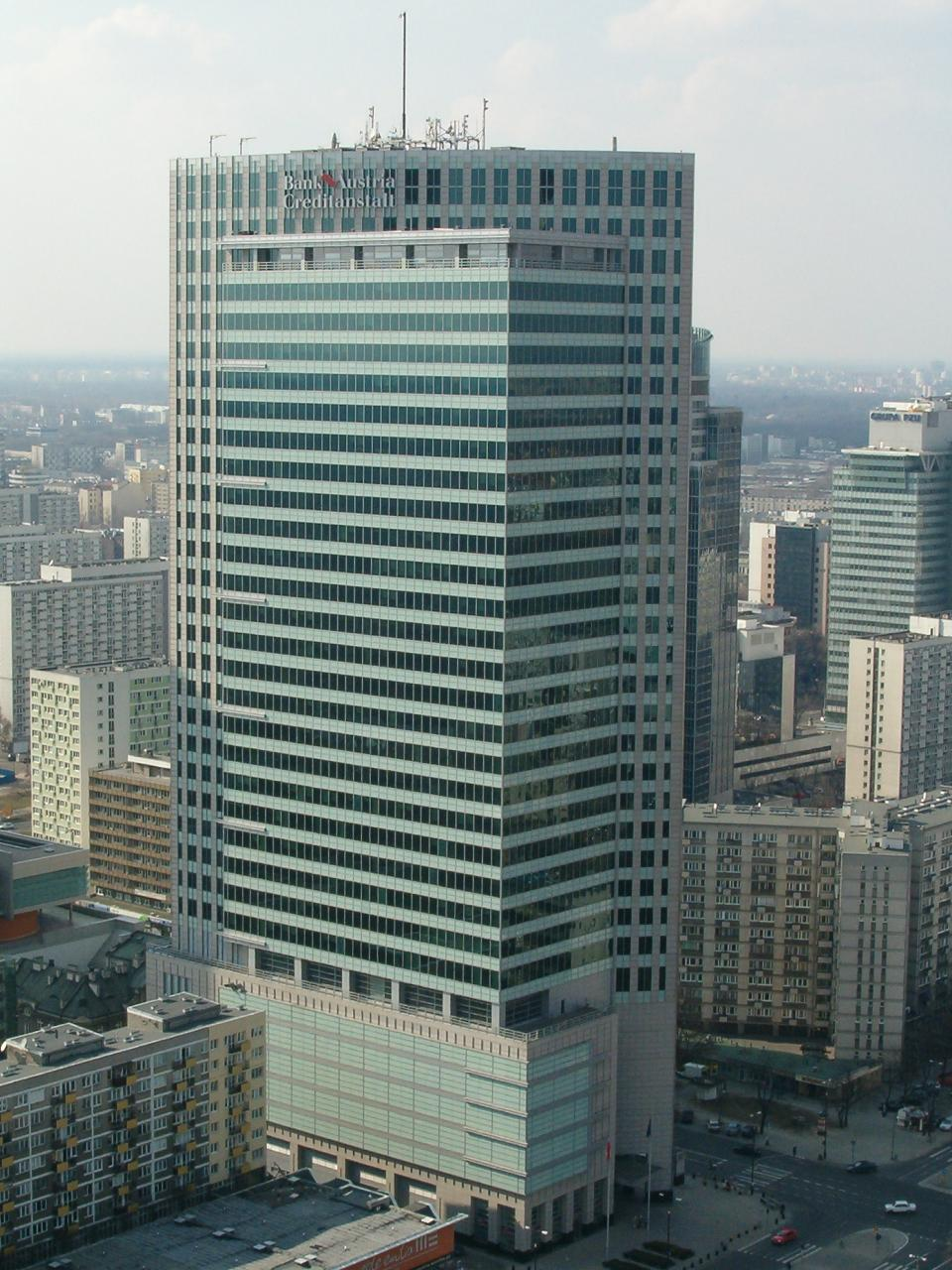
b. siedziba Biura Radcy Handlowego Ambasady Tajlandii – Tajskiego Centrum Handlowego w Warsaw Financial Center